# Dapeng Wan

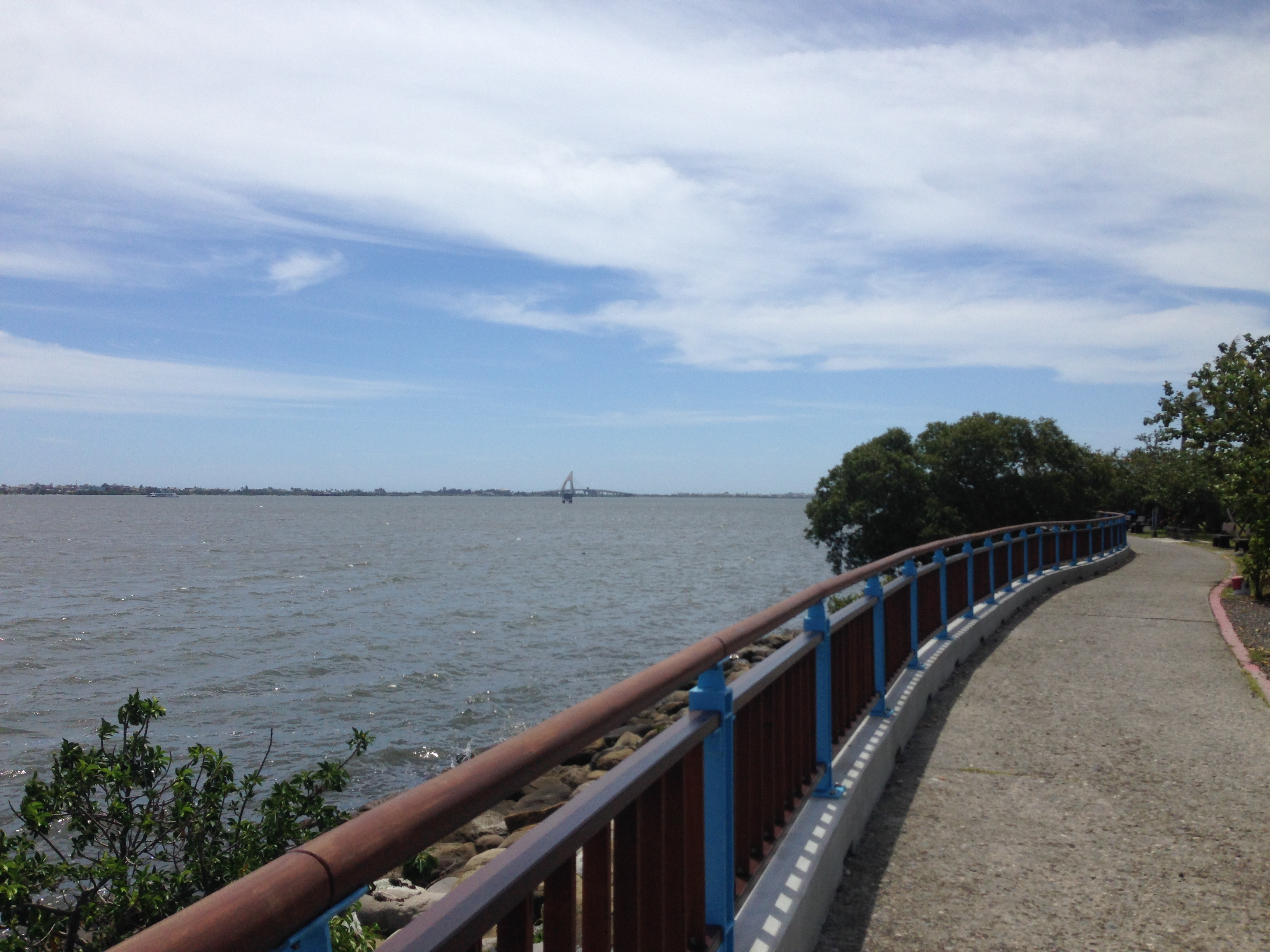
Dapeng Wan

Dapeng Wan (chiń. 大鵬灣) – laguna położona na południowo-zachodnim wybrzeżu Tajwanu w Cieśninie Tajwańskiej. Jest to największa laguna na południowo-zachodnim wybrzeżu, znajduje się tuż na południe od Donggang w powiecie Pingdong.
16 marca 2015 roku samolot wpadł do wody w pobliżu zatoki zabijając 2 osoby na pokładzie.